# 체르크노

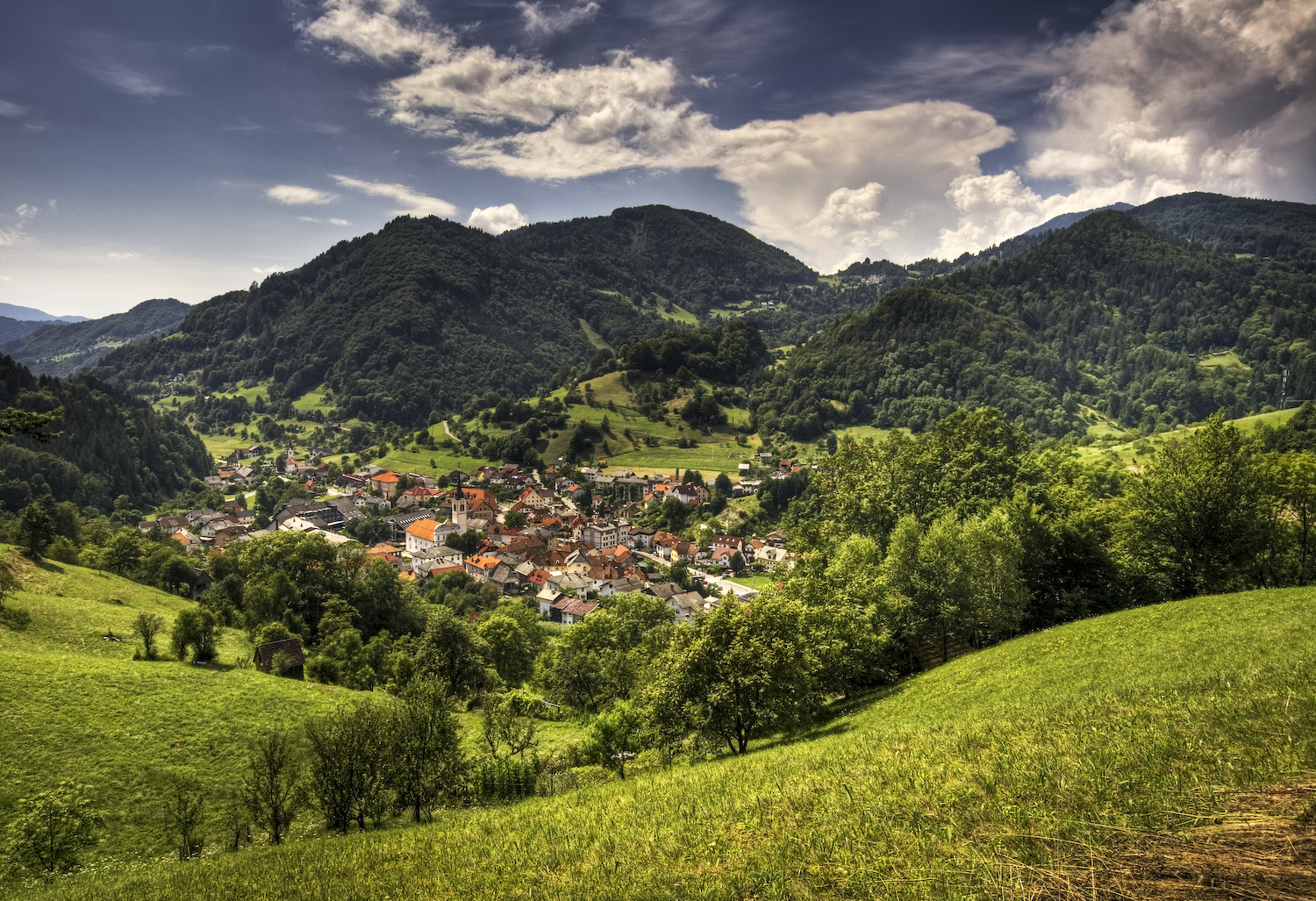
체르크노

체르크노의 위치

체르크노(슬로베니아어: Cerkno, 이탈리아어: Circhina 치르키나[*], 독일어: Kirchheim 키르히하임[*])는 슬로베니아의 도시로 면적은 131.7km2, 높이는 331.9m, 인구는 1,425명(2020년 기준), 인구 밀도는 190명/km2이다.